# Trigun: Badlands Rumble
Trigun: Badlands Rumble é um filme de ação e ficção científica de animação japonês de 2010 dirigido por Satoshi Nishimura. Produzido por Madhouse,  o filme é baseado no mangá Trigun escrito por Yasuhiro Nightow. Segue-se Vash the Stampede, que chega a uma cidade onde vários caçadores de recompensas se reuniram para matar o ladrão procurado Gasback e reivindicar uma enorme recompensa.
Trigun: Badlands Rumble marca o papel final de Hiromi Tsuru como Meryl Stryfe antes de sua morte em 2017.

## Desenvolvimento
A edição de outubro de 2005 da revista Neo inclui uma entrevista com Masao Maruyama, fundador e planejador da série Madhouse. No artigo ele revelou que o estúdio está trabalhando em um filme de Trigun que seria lançado em “alguns anos”. A edição de novembro de 2005 do Anime Insider também confirmou esta notícia. 
Em maio de 2007, Nightow confirmou na Anime Central Convention que o filme Trigun estava nos estágios iniciais de pré-produção com um roteiro quase final, embora não tenha divulgado nenhuma informação do enredo. 
Em fevereiro de 2008, mais detalhes sobre o filme Trigun surgiram na capa do volume 14 do mangá Trigun Maximum, anunciando que o filme estava agendado para 2009.  Em outubro de 2009, entretanto, o site oficial do filme anunciou uma nova estreia japonesa marcada para a primavera de 2010.  A história do filme contaria novamente com Vash e Wolfwood, os dois personagens principais do mangá. 

## Lançamento
A estreia de Trigun: Badlands Rumble ficou em 14º lugar em 10 telas. 
O filme foi exibido ao público americano pela primeira vez na Sakura-Con 2010 em Seattle, Washington, na sexta-feira, 2 de abril de 2010. Após a exibição, o diretor realizou uma sessão de perguntas e respostas de 15 minutos antes do filme, explicando os motivos pelos quais foi legendado, e não dublado, e porque foi estreado na convenção, explicando também os novos personagens. O filme foi exibido novamente no sábado e domingo de acordo com a programação.  A Funimation anunciou na Anime Expo junto com o produtor de cinema Shigeru Kitayama que licenciou o filme e planeja lançá-lo nos cinemas nos Estados Unidos.   O filme fez sua estreia na televisão dos Estados Unidos na noite de sábado, 28 de dezembro de 2013, no bloco de programação Toonami do Adult Swim. 

## Elenco
| Personagem              | Dublador         |
| ----------------------- | ---------------- |
| Vash the Stampede       | Masaya Onosaka   |
| Nicholas D. Wolfwood    | Show Hayami      |
| Meryl Stryfe            | Hiromi Tsuru     |
| Milly Thompson          | Satsuki Yukino   |
| Amelia Ann McFly        | Maaya Sakamoto   |
| Gasback Gallon Getaway  | Tsutomu Isobe    |
| Caine Flaccano (Kepler) | Bin Shimada      |
| Mechio Tante Ogorare    | Fumihiko Tachiki |
| Dorino Ohre Tadiski     | Nobuo Tobita     |
| Shane B. Goodman        | Taiten Kusunoki  |
| Amelia's Mother         | Kikuko Inoue     |